# كيث سنكلير (قسيس)
كيث سنكلير (بالإنجليزية: Keith Sinclair)‏ هو قسيس بريطاني، ولد في 3 ديسمبر 1952.